# Stensjön (Dorotea socken, Lappland)
Stensjön är en sjö i Dorotea kommun i Lappland och ingår i Ångermanälvens huvudavrinningsområde. Sjön har en area på 0,747 kvadratkilometer och ligger 684,9 meter över havet. Stensjön ligger i Gitsfjället Natura 2000-område.

## Delavrinningsområde
Stensjön ingår i det delavrinningsområde (719559-147849) som SMHI kallar för Utloppet av Stensjön. Medelhöjden är 700 meter över havet och ytan är 4 kvadratkilometer. Det finns inga avrinningsområden uppströms utan avrinningsområdet är högsta punkten. Vattendraget som avvattnar avrinningsområdet har biflödesordning 6, vilket innebär att vattnet flödar genom totalt 6 vattendrag innan det når havet efter 304 kilometer. Avrinningsområdet består mestadels av skog (75 procent). Avrinningsområdet har 0,75 kvadratkilometer vattenytor vilket ger det en sjöprocent på 18,7 procent.